# Cachoeiro do Itapemirim Airport
Cachoeiro do Itapemirim Airport (engelska: Raimundo de Andrade Airport, Cachoeiro de Itapemirim Airport, portugisiska: Aeroporto de Cachoeiro de Itapemirim) är en flygplats i Brasilien.   Den ligger i kommunen Cachoeiro de Itapemirim och delstaten Espírito Santo, i den sydöstra delen av landet, 900 km sydost om huvudstaden Brasília. Cachoeiro do Itapemirim Airport ligger 71 meter över havet.
Terrängen runt Cachoeiro do Itapemirim Airport är kuperad åt sydväst, men åt nordost är den platt. Runt Cachoeiro do Itapemirim Airport är det tätbefolkat, med 570 invånare per kvadratkilometer.. Närmaste större samhälle är Cachoeiro de Itapemirim, 7,7 km öster om Cachoeiro do Itapemirim Airport.
Omgivningarna runt Cachoeiro do Itapemirim Airport är huvudsakligen savann.